# Scato Gockinga (1652-1687)
Scato Gockinga (Groningen, gedoopt 5 september 1652 - aldaar, 22 april 1687) was een Nederlandse politicus.

## Leven en werk
Gockinga werd op zondag 5 september 1652 gedoopt in de Martinikerk te Groningen als zoon van Scato Gockinga en van Geese Wichers, die aan de Brede Markt in Groningen woonden. Hij trouwde op 30 oktober 1675 te Groningen met Anna Cluivinge, dochter van de burgemeester van Groningen Hendrik Cluivinge (ook Cluvinge).
Gockinga was ontvanger der generale middelen van de heerlijkheid van Wedde en Westerwolde, drost van de Oldambten, lid van de Staten Generaal en van de Raad van State en raadsheer te Groningen. Hij overleed in april 1687 op 34-jarige leeftijd. Zijn zoon Scato werd later raadslid en burgemeester van de stad Groningen en gedeputeerde van het gewest Groningen. Ook zijn zoon Henric vervulde functies bij het stedelijk en bij het provinciaal bestuur.